# Stankar

Stankar I

Stankar II

Stankar – polski herb szlachecki z nobilitacji, używany przez kilka rodzin.

## Opis herbu
Juliusz Karol Ostrowski przekazuje informacje o dwóch wariantach herbu. Opisy z wykorzystaniem klasycznych zasad blazonowania:
Stankar I: W polu srebrnym orzeł czarny z orężem złotym i takąż koroną, z zaćwieczoną na niej chorągwią czerwoną, zaś na piersiach orła tarcza sercowa, czerwona z mieczem na opak srebrnym, nad którym takiż półksiężyc. Klejnot: nieznany. Labry nieznanej barwy.
Stankar II: W polu srebrnym z bordiurą czerwoną, orzeł czarny o orężu złotym i takiejż koronie, na którego piersi tarcza sercowa czerwona, w której miecz srebrny nad takimż półksiężycem na opak. Klejnot: chorągiew czerwona, ułożona na kształt litery S na mieczu srebrnym. Labry czerwone, podbite srebrem.
Ostrowski podaje, że według Siebmachera, ten wariant herbu miał orła czerwonego.

## Najwcześniejsze wzmianki
Nadany Franciszkowi Stankarowi 5 sierpnia 1569. Odmiana Stankar II przysługiwała pruskim Stankarom, którym potwierdzono szlachectwo w 1788.

## Herbowni
Tadeusz Gajl podaje 5 nazwisk herbownych:
Bordecki, Potrzebski, Smoczyński, Stankar, Wilbik.